# Ланжерон (мис)
46°28′37″ пн. ш. 30°45′57″ сх. д. / 46.47694° пн. ш. 30.76583° сх. д.
Мис Ланжеро́н — мис у південній частині Одеської затоки Чорного моря.
Розташований неподалік від центру міста Одеси. Назву мис дістав від імені Луї Олександра Андре де Ланжерона, дача якого була розташована саме на цьому мисі. В районі мису розташований Парк ім. Т. Шевченко, а також пляж «Ланжерон».

## Дача Ланжерона

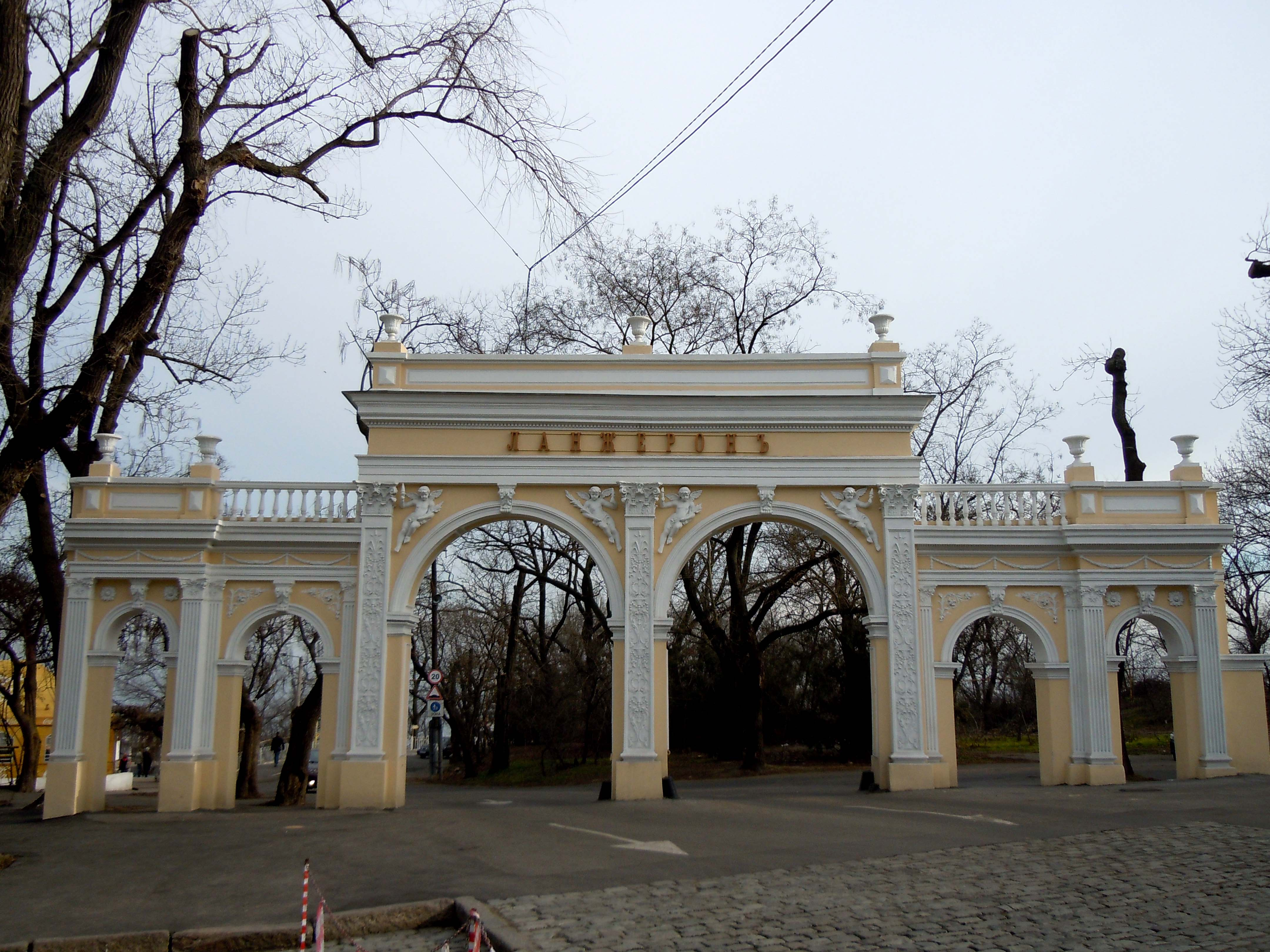
Арка Ланжерона

Відомою пам'яткою, розташованою на мису, є арка Ланжерона. Це все, що залишилося від дачі новоросійського генерал-губернатора графа Луї Олександра Андре де Ланжерона, яка була збудована у 1820-ті роки. З часом ця назва абсолютно відірвалася і від поняття дача, і від імені її власника, і стала використовуватись для прилеглого мису і пляжу. Наразі від будинку Ланжерона збереглася тільки витончена, з рясним ліпленням арка «про шість прольотів», побудована в 1830 році, за рік до смерті графа.
Згадування про дачу Ланжерона часто можна віднайти у літератури. Так на Ланжерон вирушають в 1840-х роках герої роману Якова Полонського «Дешеве місто»:
- «Наступного дня вранці обидва приятелі сіли в коляску і вирушили на дачу Ланжерона до австрійського консула». Описуючи Одесу середини XIX століття, Полонський ще вживає первинну, таку, що зберігає сенс, назву. Пізніші автори вже просто пишуть: Ланжерон, без лапок.

Засланець Пушкін бував на дачі Ланжерона на краю нинішнього парка Шевченка. За словами видавця журналу «Російський архів» П. І. Бартенєва:
- «Ланжерон мучив Пушкіна читанням своїх віршів і трагедій. Легковажність його тягнулася до такого ступеня, що опальному тоді О. С. Пушкіну давав читати він листи, які в царювання Павла I отримував від Олександра Павловича», майбутнього імператора Олександра I.

Періодично місцевість руйнували зсуви. «Згладили» вони й піднесеність, яка панувала над входом до Одеської затоки. При перебуванні в Одесі І. Нечуй-Левицький ще бачив, а потім згадав в романі «Над Чорним морем» високу гору Ланжерон, яка «вганялася» в море.
Тут, на високому місці, під час Кримської війни в 1854 році була розгорнена батарея, яка відбивала напад англо-французької ескадри. Поблизу був обладнаний наглядовий пункт командувача обороною Одеси генерала Лідерса, ім'я якого носить Лідерсовський бульвар.
- «Ланжерон розташований дуже недалеко від міста і займає мальовниче місце на березі моря, але через невмілість власника цієї місцевості утилізувати природні дари має занедбаний вигляд. З боку міста до Ланжерону примикає розкішний Олександрівський парк, який отримав свою назву в пам'ять Олександра II, який затвердив план парку та власноруч посадив тут дубок в 1875 році. Дубок цей дбайливо охороняється міським суспільним управлінням і в наш час[коли?] досяг вже неабиякої висоти і величини. На горі поряд з дубком поставлений пам'ятник-колона Імператорові Олександру II, що закінчується нагорі бронзовою шапкою Мономаха.» — писав в 1894 році священномученик Олександр Трапіцин.

- «Там, біля самого початку стояла парадно біла мармурова, а швидше, гіпсова арка як би частина якогось віадука, там, під цими вапняковими зведеннями, тулилися лавки — швидше, просто продаж чогось: квасу, пряників.» — згадував Юрій Олеша в книзі «Ні дня без рядка». З останньої чверті минулого століття Ланжерон перетворився на популярний пляж, куди можна було легко добратися, як говорили, «по образу нашого ходіння», а потім і міським транспортом.

## Галерея

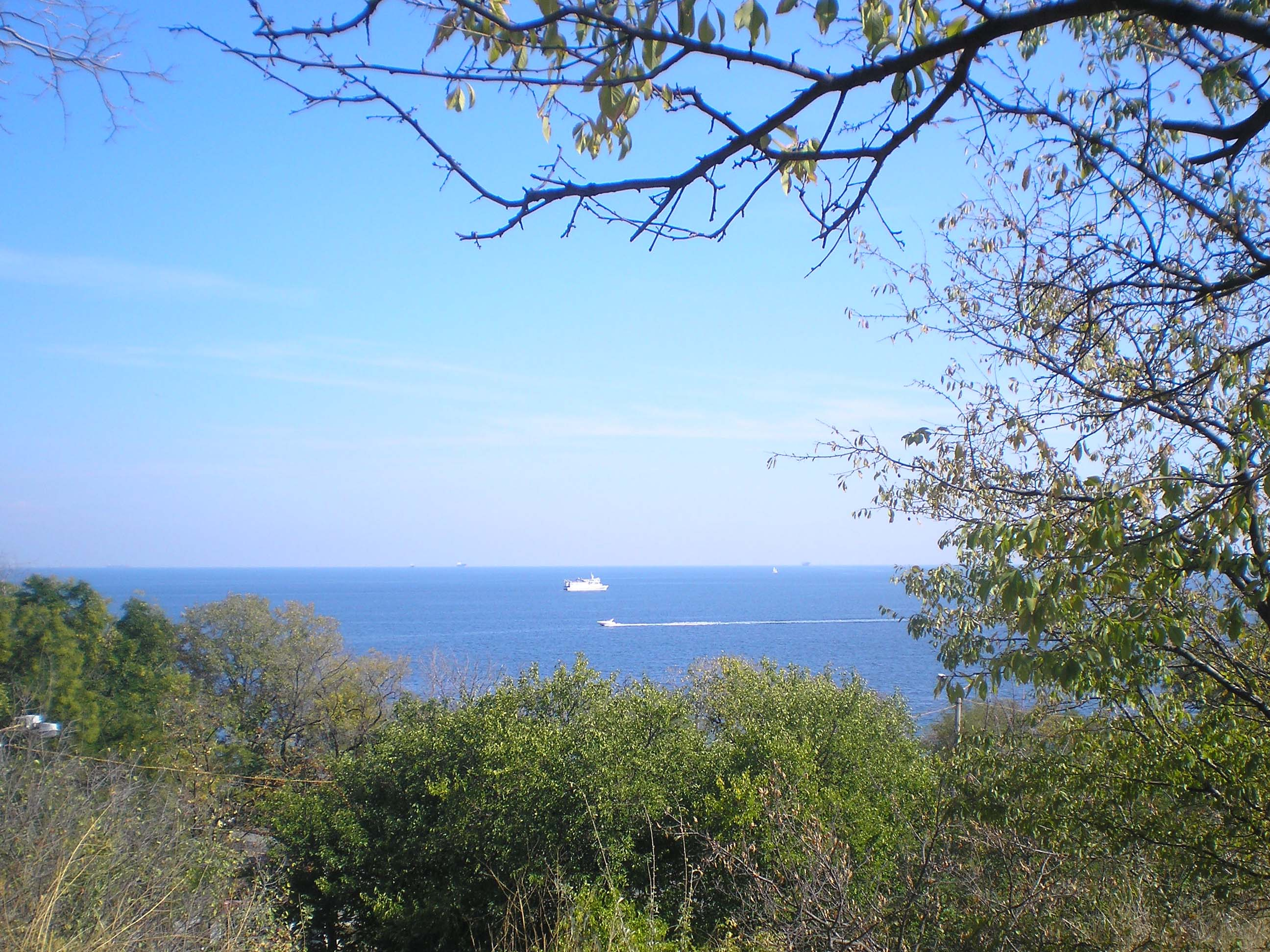
Вигляд на Одеську затоку з мису Ланжерон
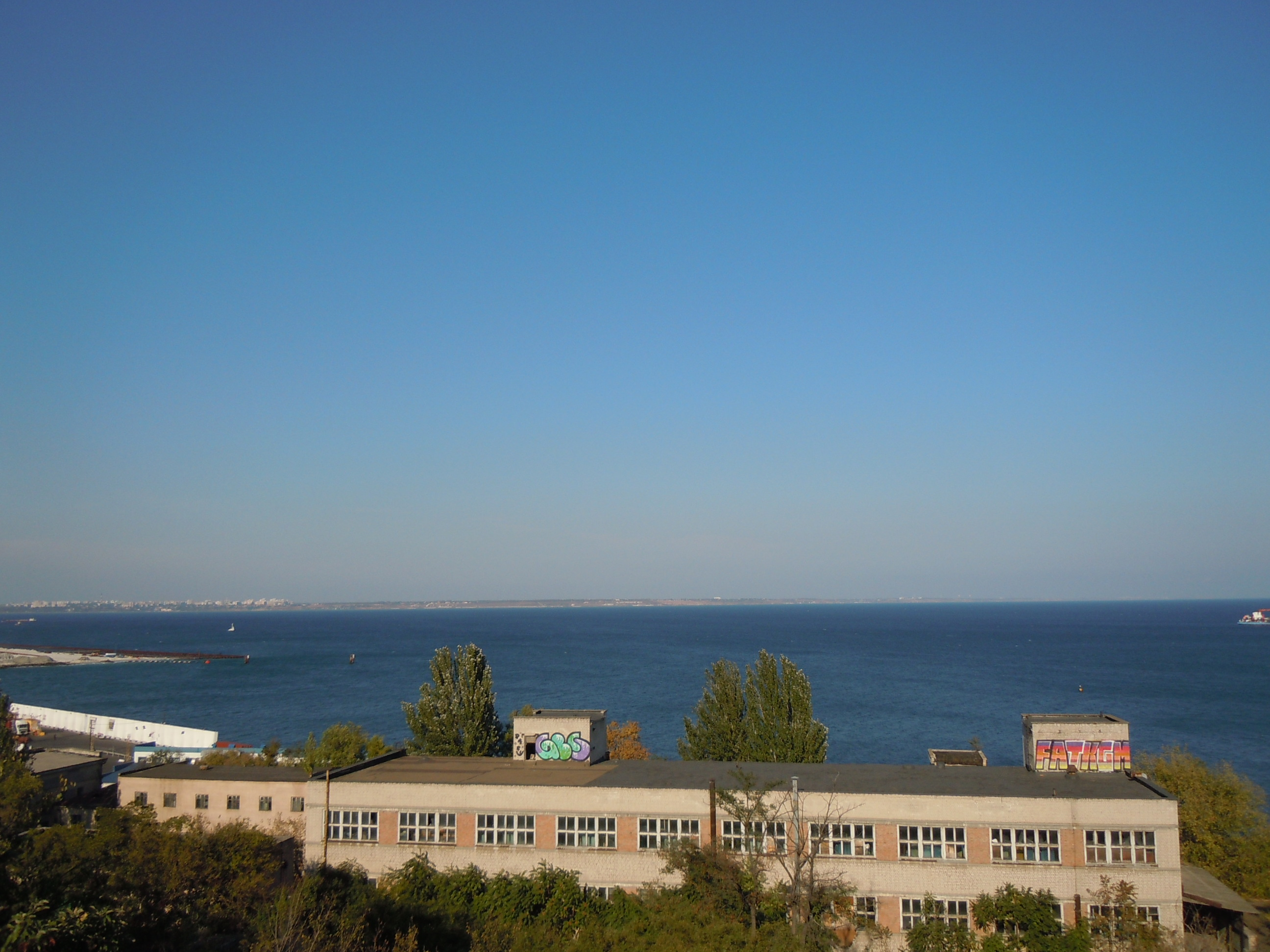
Вигляд на Одеську затоку з мису Ланжерон
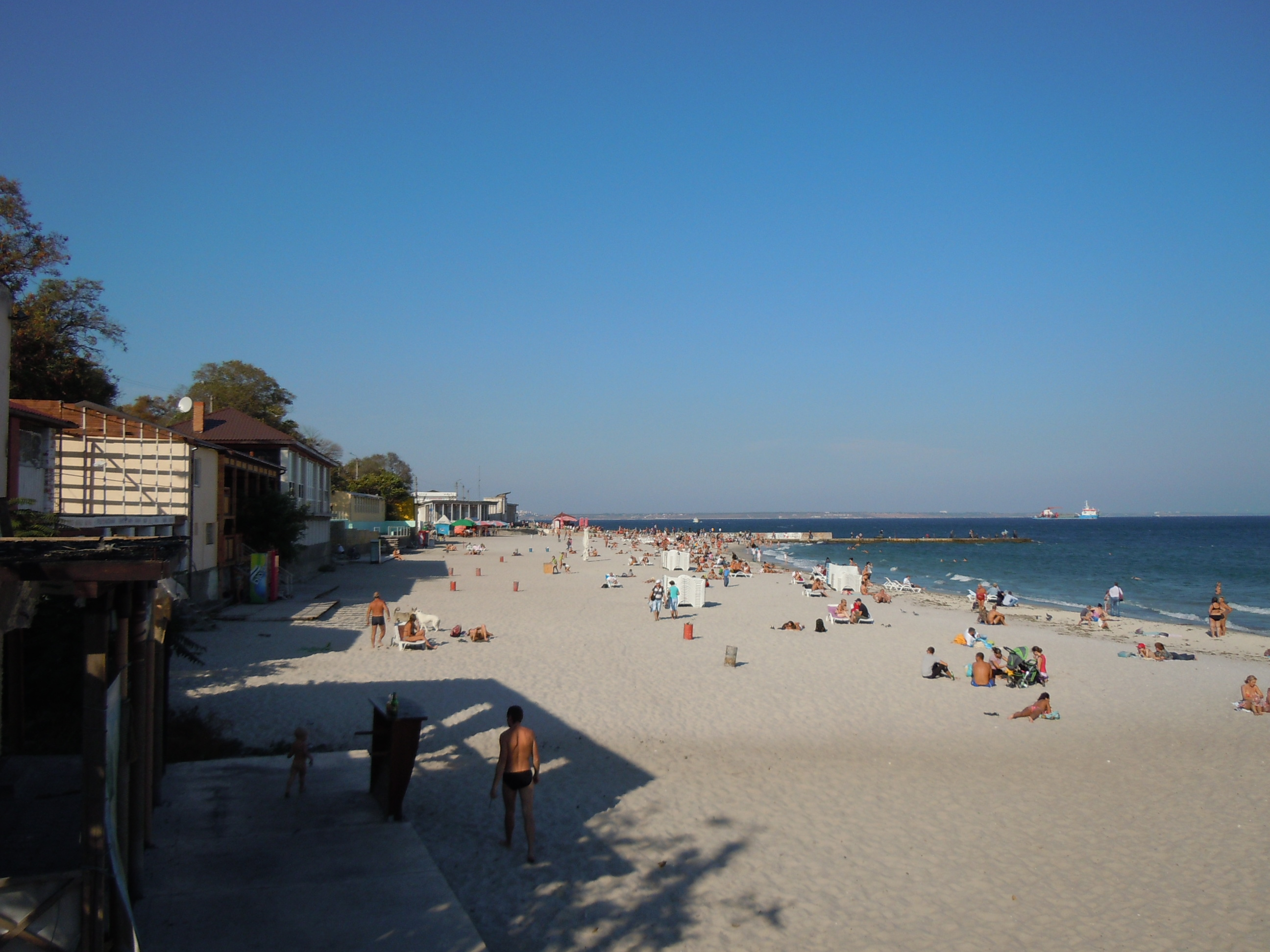
Пляж «Ланжерон» розташований на самому мисі
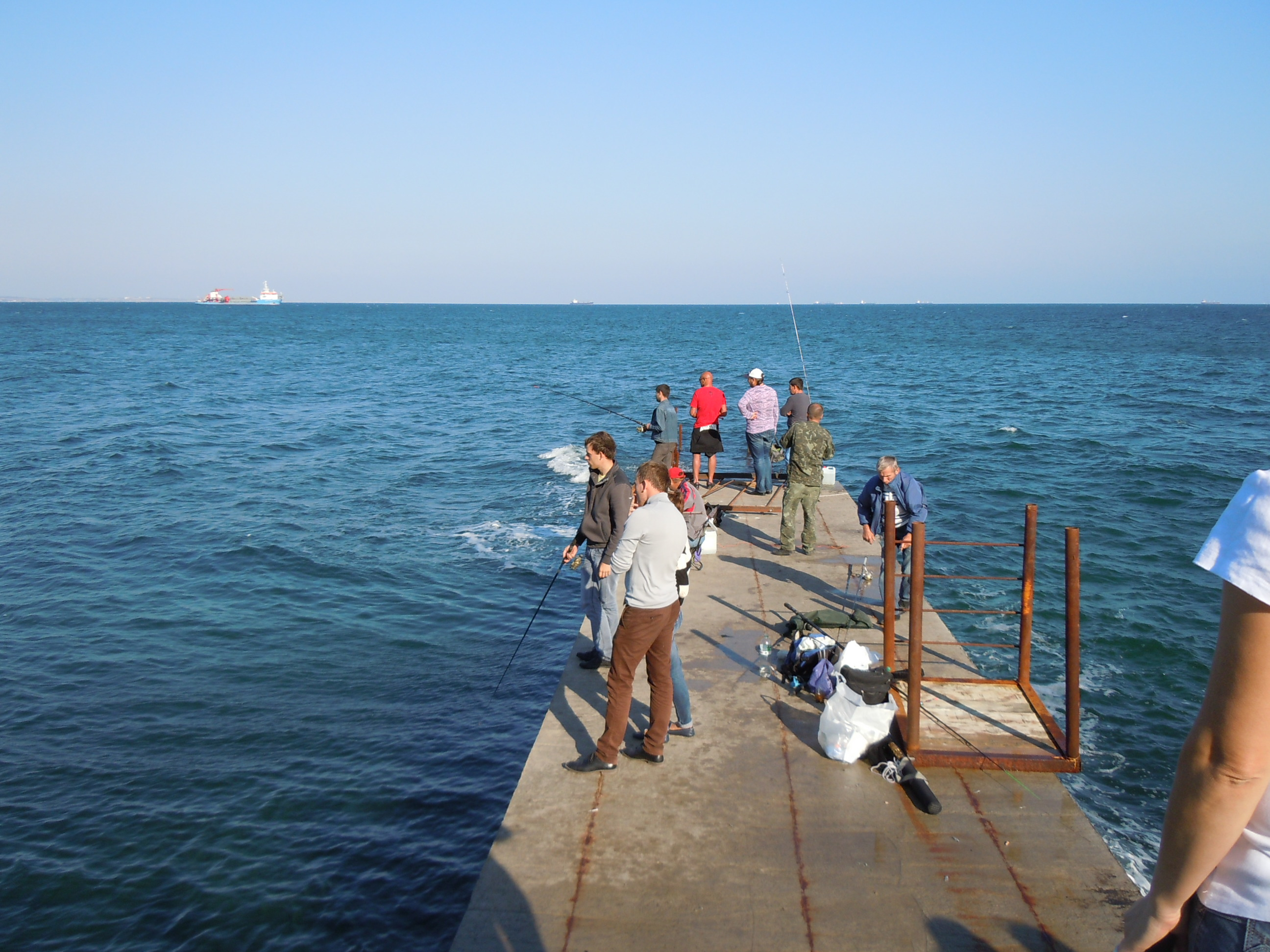
Рибалки на мисі Ланжерон
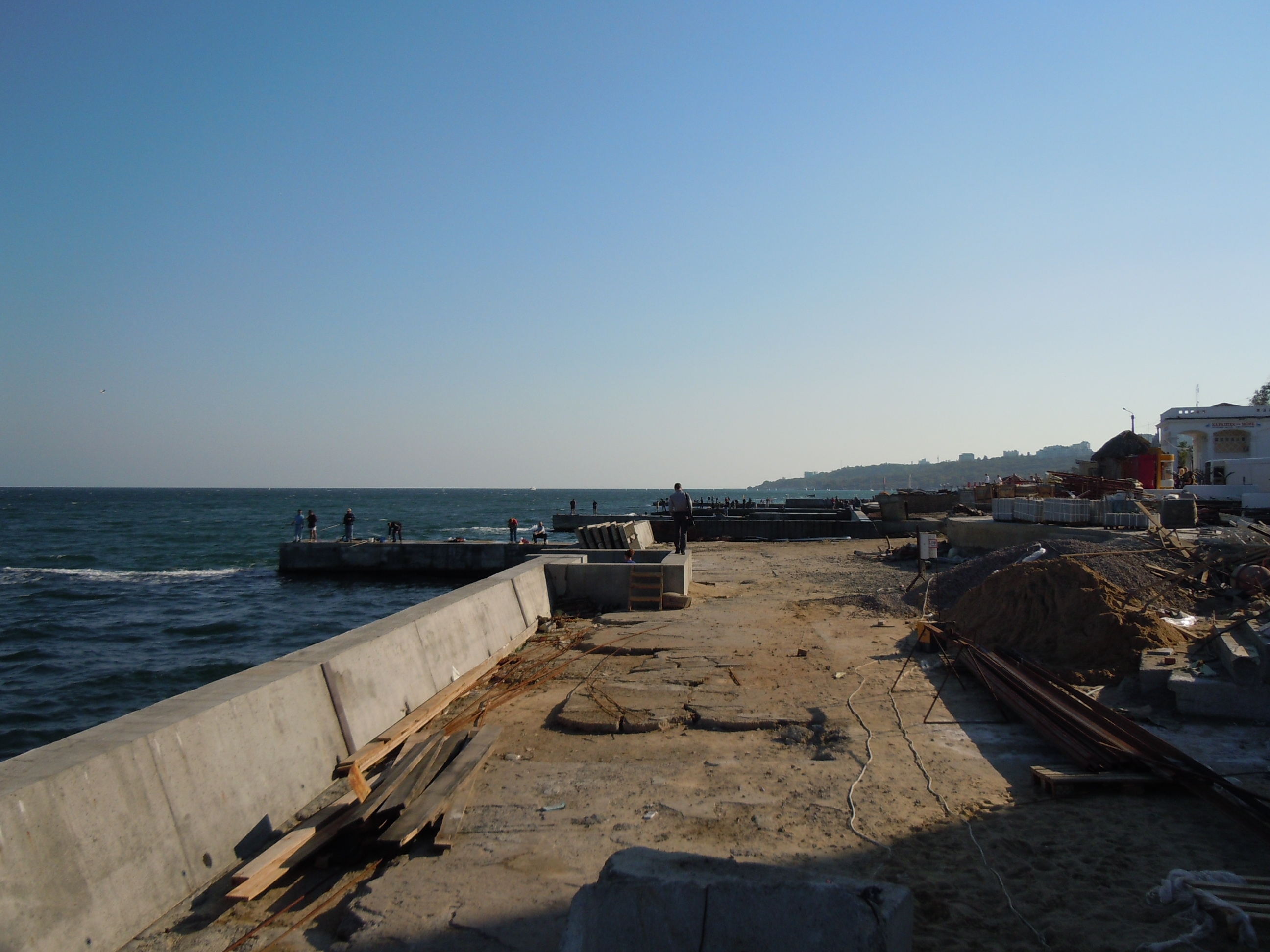
Будівельні роботи на мисі Ланжерон
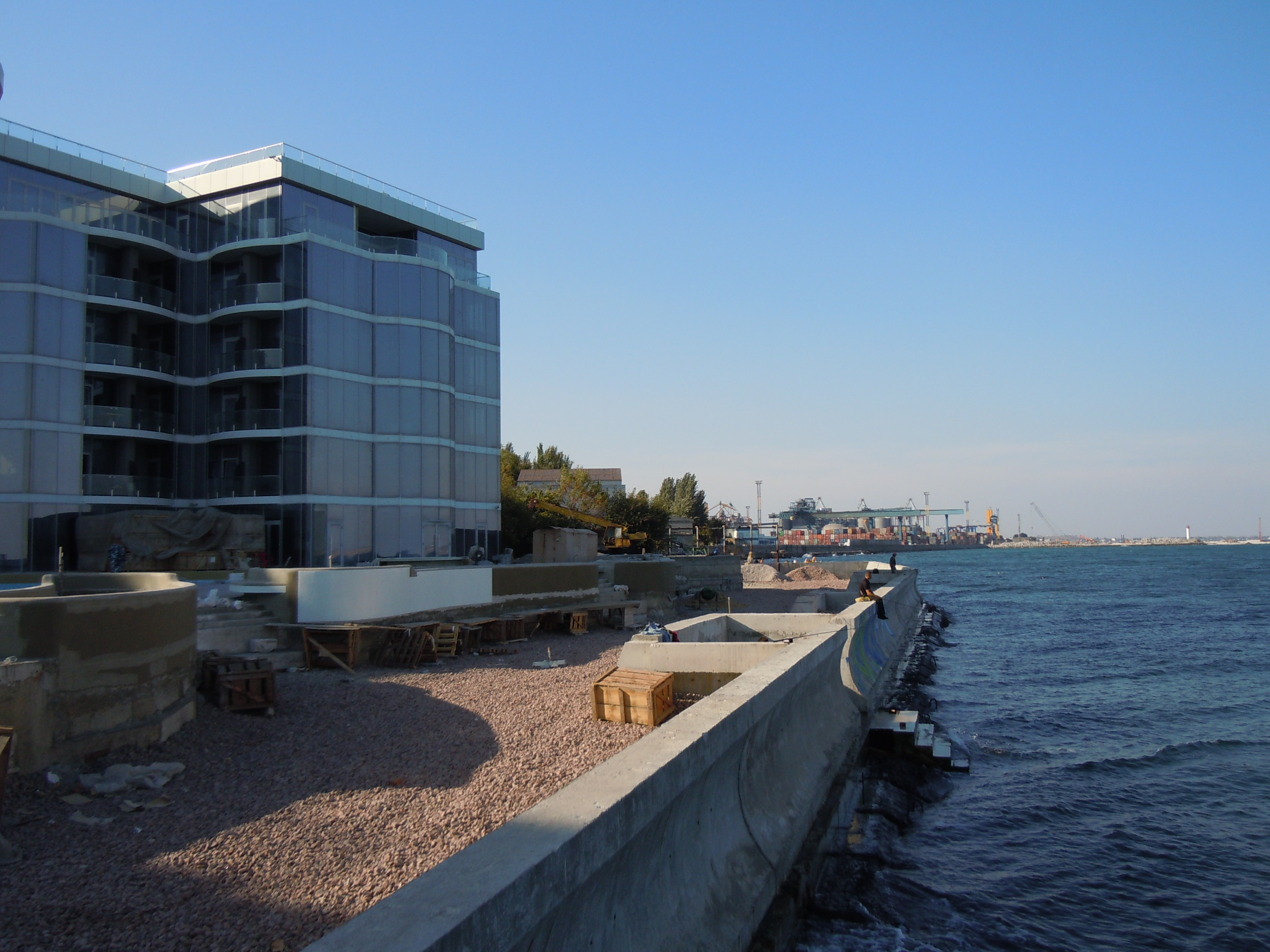
Дельфінарій на мисі Ланжерон